# Estoloides pararufipes
Estoloides pararufipes là một loài bọ cánh cứng trong họ Cerambycidae.